# Gauliga Ostpreußen 1939/40
Die Gauliga Ostpreußen 1939/40 war die siebte Spielzeit der Gauliga Ostpreußen des Deutschen Fußball-Bundes. Zum ersten Mal gewann der VfB Königsberg die Meisterschaft, welche im Rundenturnier ausgetragen wurde, und qualifizierte sich somit für die deutsche Fußballmeisterschaft 1939/40. Bei dieser erreichte Königsberg in Gruppe 1a gegen Union Oberschöneweide und den VfL Stettin den zweiten Platz, welcher nicht zum weiterkommen reichte.
Die diesjährige Gauliga war stark durch den Beginn des Zweiten Weltkriegs gekennzeichnet. Die Militärsportvereine Standort-WSV Yorck Boyen Insterburg, Standort-SV Hindenburg Allenstein und WSV von der Goltz Tilsit nahmen nicht mehr an der Gaumeisterschaft teil. Selbiges galt für den Polizei SV Danzig. Die Sportvgg. Masovia Lyck zog sich aus finanziellen Gründen zurück, Gedania Danzig wurde zwangsaufgelöst. Die restlichen Vereine aus Allenstein und Elbing bildeten Kriegsspielgemeinschaften. Durch den Kriegsbeginn wurden die Meisterschaftsrunden zunächst ausgesetzt, es fanden zur Überbrücken Stadtmeisterschaften statt. Am 26. November 1939 wurde der Spielbetrieb dann gestartet.
Wegen anhaltendem Frost und Terminschwierigkeiten wurde die Austragung der Gaumeisterschaft ab April 1940 auf die Vereine VfB Königsberg, SC Preußen Danzig, BuEV Danzig und SV Prussia-Samland Königsberg begrenzt, die bisher zwischen diesen Mannschaften stattgefundenen Spiele behielten ihre Gültigkeit.
In der kommenden Saison wechselten die Vereine aus Danzig und Elbing in die neu geschaffene Gauliga Danzig-Westpreußen.

## Kreuztabelle
Kursiv gedruckte Ergebnisse flossen durch die beschlossene Begrenzung auf vier Vereine nicht in die Wertung ein.
| 1939/40                        | VfB Königsberg | SC Preußen Danzig | BuEV Danzig | SV Prussia-Samland Königsberg | KSG 1910/Viktoria Alltenstein | SV Neufahrwasser | KSG Elbing | Reichsbahn SG Königsberg |
| ------------------------------ | -------------- | ----------------- | ----------- | ----------------------------- | ----------------------------- | ---------------- | ---------- | ------------------------ |
| VfB Königsberg                 |                | 2:0               | 7:0         | 4:2                           |                               | 11:0             |            |                          |
| SC Preußen Danzig              | 6:1            |                   | 5:2         | 2:2                           |                               | 4:0              |            |                          |
| BuEV Danzig                    | 0:7            | 2:4               |             | 3:1                           |                               | 3:0              |            |                          |
| SV Prussia-Samland Königsberg  | 0:6            | 0:1               | 1:1         |                               |                               |                  |            |                          |
| KSG 1910/Viktoria Allenstein   | 1:7            | 3:4               | 2:2         |                               |                               | +0:0 a           | 4:1        | 2:2                      |
| SV Neufahrwasser               |                |                   |             |                               |                               |                  | 5:3        | 5:3                      |
| KSG Viktoria/Hansa/1905 Elbing | 1:2            | 0:0+ b            | 1:5         | 1:2                           |                               |                  |            | 4:0                      |
| Reichsbahn SG Königsberg       | 2:7            |                   |             |                               |                               |                  |            |                          |

## Abschlusstabelle
| Pl. | Verein                             | Sp. | S | U | N | Tore    | Quote | Punkte |
| --- | ---------------------------------- | --- | - | - | - | ------- | ----- | ------ |
| 1.  | VfB Königsberg                     | 6   | 5 | 0 | 1 | 027:800 | 3,38  | 10:20  |
| 2.  | SC Preußen Danzig (N)              | 6   | 4 | 1 | 1 | 018:900 | 2,00  | 09:30  |
| 3.  | BuEV Danzig                        | 6   | 1 | 1 | 4 | 008:250 | 0,32  | 03:90  |
| 4.  | SV Prussia-Samland Königsberg      | 6   | 0 | 2 | 4 | 006:170 | 0,35  | 02:10  |
| 5.  | KSG 1910/Viktoria Allenstein (N)   | 0   | 0 | 0 | 0 | 000:000 | 1,00  | 0:0    |
| 6.  | SV Neufahrwasser (N)               | 0   | 0 | 0 | 0 | 000:000 | 1,00  | 0:0    |
| 7.  | KSG Viktoria/Hansa/1905 Elbing (N) | 0   | 0 | 0 | 0 | 000:000 | 1,00  | 0:0    |
| 8.  | Reichsbahn SG Königsberg (N)       | 0   | 0 | 0 | 0 | 000:000 | 1,00  | 0:0    |

| (N) | Aufsteiger aus der Bezirksklassen |